# オプティミスト (アルバム)
『オプティミスト』（Optimist）は、アメリカ合衆国のシンガーソングライターのフィニアスのデビュー・スタジオ・アルバムであり、2021年10月15日に彼のレコード・レーベルであるOYOYとインタースコープ・レコードより発売された。アルバムのプロデュースと作曲はすべてフィニアスが手がけた。先行シングルとして「ホワット・ゼイル・セイ・アバウト・アス」、「ア・コンサート・シックス・マンス・フロム・ナウ」、「ザ・ナインティーズ」が発売された。

## 批評家の反応
| 専門評論家によるレビュー           | 専門評論家によるレビュー |
| 総スコア                           | 総スコア                 |
| 出典                               | 評価                     |
| ---------------------------------- | ------------------------ |
| Metacritic                         | 72/100                   |
| レビュー・スコア                   |                          |
| 出典                               | 評価                     |
| AllMusic                           | [ 4 ]                    |
| Dork                               | [ 5 ]                    |
| Gigwise                            | [ 6 ]                    |
| 『ガーディアン』                   | [ 7 ]                    |
| 『インデペンデント』               | [ 8 ]                    |
| The Line of Best Fit               | 8/10                     |
| 『NME』                            | [ 10 ]                   |
| 『ピッチフォーク』                 | 5.6/10                   |
| 『ローリング・ストーン』           | [ 12 ]                   |
| 『シドニー・モーニング・ヘラルド』 | [ 13 ]                   |

Metacriticでは10件の批評に基づいて加重は72/100と示され、「概ね好評」と認定された。

## トラックリスト
| 全作詞・作曲: 特記されているものを除いて全てフィニアスが作曲。 |                                                    |                                                  |                                                  |      |
| #                                                              | タイトル                                           | 作詞                                             | 作曲・編曲                                       | 時間 |
| 1.                                                             | 「ア・コンサート・シックス・マンス・フロム・ナウ」 | 特記されているものを除いて全て フィニアス が作曲 | 特記されているものを除いて全て フィニアス が作曲 | 3:25 |
| 2.                                                             | 「ザ・キッズ・アー・オール・ダイイング」           | 特記されているものを除いて全て フィニアス が作曲 | 特記されているものを除いて全て フィニアス が作曲 | 2:47 |
| 3.                                                             | 「ハッピー・ナウ」                                 | 特記されているものを除いて全て フィニアス が作曲 | 特記されているものを除いて全て フィニアス が作曲 | 2:52 |
| 4.                                                             | 「オンリー・ア・ライフタイム」                     | 特記されているものを除いて全て フィニアス が作曲 | 特記されているものを除いて全て フィニアス が作曲 | 4:16 |
| 5.                                                             | 「ザ・ナインティーズ」                             | 特記されているものを除いて全て フィニアス が作曲 | 特記されているものを除いて全て フィニアス が作曲 | 3:23 |
| 6.                                                             | 「ラヴ・イズ・ペイン」                             | 特記されているものを除いて全て フィニアス が作曲 | 特記されているものを除いて全て フィニアス が作曲 | 3:44 |
| 7.                                                             | 「ピーチズ・エチュード」                           | 特記されているものを除いて全て フィニアス が作曲 | 特記されているものを除いて全て フィニアス が作曲 | 2:15 |
| 8.                                                             | 「ハート・ロッカー」                               | 特記されているものを除いて全て フィニアス が作曲 | 特記されているものを除いて全て フィニアス が作曲 | 3:26 |
| 9.                                                             | 「ミディーヴァル」                                 | 特記されているものを除いて全て フィニアス が作曲 | 特記されているものを除いて全て フィニアス が作曲 | 2:51 |
| 10.                                                            | 「サムワン・エルシズ・スター」                     | 特記されているものを除いて全て フィニアス が作曲 | 特記されているものを除いて全て フィニアス が作曲 | 3:29 |
| 11.                                                            | 「アラウンド・マイ・ネック」                       | 特記されているものを除いて全て フィニアス が作曲 | 特記されているものを除いて全て フィニアス が作曲 | 2:55 |
| 12.                                                            | 「ホワット・ゼイル・セイ・アバウト・アス」         | 特記されているものを除いて全て フィニアス が作曲 | 特記されているものを除いて全て フィニアス が作曲 | 3:01 |
| 13.                                                            | 「ハウ・イット・エンズ」                           | 特記されているものを除いて全て フィニアス が作曲 | 特記されているものを除いて全て フィニアス が作曲 | 4:37 |
| 合計時間:                                                      | 合計時間:                                          | 43:01                                            |                                                  |      |

| #         | タイトル                                                               | 作詞                                     | 作曲・編曲                               | 時間 |
| --------- | ---------------------------------------------------------------------- | ---------------------------------------- | ---------------------------------------- | ---- |
| 14.       | 「ザ・キッズ・アー・オール・ダイイング」(live from Abbey Road Studios) |                                          |                                          | 2:55 |
| 15.       | 「オンリー・ア・ライフタイム」(live from Abbey Road Studios)           |                                          |                                          | 4:16 |
| 16.       | 「ラヴ・イズ・ペイン」(live from Abbey Road Studios)                   |                                          |                                          | 3:32 |
| 17.       | 「フール・オン・ザ・ヒル」(live from Abbey Road Studios)               | ジョン・レノン 、 ポール・マッカートニー | ジョン・レノン 、 ポール・マッカートニー | 3:13 |
| 合計時間: | 合計時間:                                                              | 57:04                                    |                                          |      |

## パーソネル
| ミュージシャン - フィニアス - ボーカル、ボーカルアレンジメント、ベース、ドラム・プログラミング、サウンドエフェクト、シンセサイザー（1-6、8-13)、ピアノ（全トラック）、ギター（1-9、12、13） - イサイア・ゲイジ - チェロ（1） - ヨハン・レノックス - ストリングアレンジメント（1） - ヤスミーン・アル＝マジーディ - ヴァイオリン（1） | テクニカル - フィニアス - プロダクション - デイヴ・カッチ - マスタリング - ロブ・キルネスキー - ミキシング - ジャスティン・ジャメラ - ボーカル編集（1-6、8-10、13） - ケイシー・クアヨ - ミキシングアシスタンス - イーライ・ハイスラー - ミキシングアシスタンス |

## チャート
| チャート (2021)                       | 最高 順位 |
| ------------------------------------- | --------- |
| オーストリア (Ö3 Austria)             | 59        |
| ベルギー (Ultratop Flanders)          | 53        |
| ベルギー (Ultratop Wallonia)          | 127       |
| オランダ (MegaCharts)                 | 60        |
| ドイツ (Offizielle Top 100)           | 53        |
| スイス (Schweizer Hitparade)          | 40        |
| US Billboard 200                      | 104       |
| US Top Alternative Albums (Billboard) | 9         |